# Ридзинка
Ридзинка (пол. Rydzynka, нім. Krügershof) — село в Польщі, у гміні Оконек Злотовського повіту Великопольського воєводства.
Населення — 111 осіб (2011).
У 1975-1998 роках село належало до Пільського воєводства.

## Демографія
Демографічна структура станом на 31 березня 2011 року:
|          | Загалом | Допрацездатний вік | Працездатний вік | Постпрацездатний вік |
| -------- | ------- | ------------------ | ---------------- | -------------------- |
| Чоловіки | 61      | 13                 | 44               | 4                    |
| Жінки    | 50      | 14                 | 31               | 5                    |
| Разом    | 111     | 27                 | 75               | 9                    |